# John Charles Fields
John Charles Fields, (14 tháng 5 năm 1863 - 9 tháng 8 năm 1932) là một nhà toán học Canada và người sáng lập ra Huy chương Fields cho những thành tựu xuất sắc trong toán học. Giải thưởng này được trao lần đầu tiên vào năm 1936, và kể từ năm 1950 mỗi bốn năm một lần tại Hội nghị Quốc tế các nhà toán học cho hai hay bốn người dưới tuổi 40.
Sinh ra ở Hamilton, Ontario trong một gia đình làm buôn bán da thuộc ở cửa hàng, Fields tốt nghiệp từ Học viện Hamilton vào năm 1880 và Đại học Toronto năm 1884 trước khi đi đến Hoa Kỳ để theo học tại Đại học Johns Hopkins ở Baltimore, Maryland. Fields nhận được học vị Tiến sĩ vào năm 1887. Bài luận văn của ông mang tựa đề Symbolic Finite Solutions and Solutions by Definite Integrals of the Equation dny/dxn = xmy, được xuất bản trong American Journal of Mathematics vào năm 1886.
Sau đó, Fields dạy hai năm tại Johns Hopkins trước khi nhận việc làm mới tại Trường Đại học Allegheny ở Meadville, Pennsylvania. Thất vọng với tình hình nghiên cứu toán học ở Bắc Mỹ vào thời điểm đó, ông rời nước Mỹ đển đến châu Âu vào năm 1891. Ở châu Âu, ông sinh sống chủ yếu tại Berlin, Göttingen và Paris, nơi ông cộng tác với một số bộ óc toán học vĩ đại nhất lúc bấy giờ, bao gồm Karl Weierstrass, Felix Klein, Ferdinand Georg Frobenius và Max Planck. Fields cũng bắt đầu tình bạn với Gösta Mittag-Leffler, người sau này sẽ gắn bó với ông suốt cả cuộc đời. Ông bắt đầu xuất bản các nghiên cứu của mình về một đề tài mới mẻ, Hàm số đại số, và lĩnh vực này trở thành nghiên cứu gặt hái được nhiều thành công nhất trong sự nghiệp của ông.
Fields trở về Canada năm 1902 để diễn thuyết tại Đại học Toronto. Trở về quê hương, ông làm việc không mệt mỏi để phát triển lĩnh vực toán học cả về mặt hàn lâm và trong công chúng. Ông đã thành công trong việc vận động Hội đồng Lập pháp Ontario cung cấp khoảng tài trợ nghiên cứu hằng năm là $75.000 cho đại học và giúp thành lập Hội đồng Nghiên cứu Quốc gia Canada, và Quỹ Nghiên cứu Ontario. Fields nhận trọng trách chủ tịch Học viện Hoàng gia Canada từ năm 1919 cho đến năm 1925, trong khoảng thời gian này, ông nhiệt thành làm việc để đưa viện trở thành trung tâm nghiên cứu khoa học hàng đầu, ngay cả khi chỉ đạt vài thành công ít ỏi. Tuy nhiên, những nỗ lực của ông đã giúp cho Toronto trở thành nơi diễn ra Hội nghị Quốc tế các nhà toán học vào năm 1924.
Fields được biết đến nhiều nhất nhờ đóng góp của ông trong việc thành lập giải thưởng Huy chương Fields, vốn được coi là Giải Nobel trong lĩnh vực Toán học, mặc dù có một số khác biệt trong giữa hai giải này. Được trao lần đầu tiên vào năm 1936, Huân chương được giới thiệu trở lại vào năm 1950 và được trao mỗi bốn năm một lần kể từ đó. Giải được trao cho hai hay bốn nhà toán học dưới tuổi 40, có đóng góp quan trọng trong lĩnh vực toánh học.
Fields bắt đầu lên kế hoạch cho giải thưởng vào cuối thập niên 1920, nhưng do sức khỏe kém, ông chưa bao giờ được thấy giải thưởng được trao trong cuộc đời mình. Ông mất ngày 9 tháng 8 năm 1932 sau ba tháng bị bệnh; trong di chúc của mình, ông để lại $47.000 cho quỹ Huy chương Fields.
Fields được bầu làm nghiên cứu sinh của Hội Hoàng gia Canada vào năm 1907 và Hội Hoàng gia Luân Đôn vào năm 1913.
Học viện Fields tại Đại học Toronto được lập nhằm để vinh danh ông.